# Servicio Voluntario Damas Rosadas
Servicio Voluntario Damas Rosadas (na português: Serviço Voluntário Damas Rosades), também conhecido como Dames Rosadas, é uma organização de serviço voluntário sem fins lucrativos uruguaia.
Les Damas Rosadas é regido por estatutos e regulamentos com manual próprio. É uma associação civil com personalidade jurídica, apolítica e religiosa, que funciona de forma organizada.

## História
Foi oficialmente criado em 8 de abril de 1970 para Hospital de Clínicas por iniciativa de nove senhoras que querem contribuir com seu tempo, paciência e amor para elevar a qualidade do serviço que é prestado ao paciente, complementando assim o trabalho com a equipe de saúde. Foi fundado por iniciativa de esposas de médicos de hospitais e mulheres da organização judia B`nai B`rith Uruguai.
Com uma orientação assistencial, sua função é prestar ajuda aos pacientes internados. Dames Rodasadas organiza seminários e workshops internos, a fim de revitalizar o grupo e alcançar a melhoria.
Para fazer parte do grupo é necessário fazer entrevista, ter entre 25 e 65 anos e ter um compromisso mínimo de quatro horas semanais. Desde a sua criação o aspirante a voluntário tem que frequentar cursos de formação obrigatórios de 10 aulas de duração. Seu uniforme é uma túnica rosa com um peitoral azul (para que não pareçam alajas).
Seus voluntários são exclusivamente mulheres.
Damas Rosades recebeu o Prêmio Morosoli em 2019.
Seu atual diretor é Milca Ferreiro.